# Fabio&Fabio
Fabio Resinaro (Milano, 1980) e Fabio Guaglione (Milano, 13 settembre 1981), noti come Fabio&Fabio, sono due registi, sceneggiatori, produttori cinematografici e supervisori degli effetti visivi italiani.

## Biografia

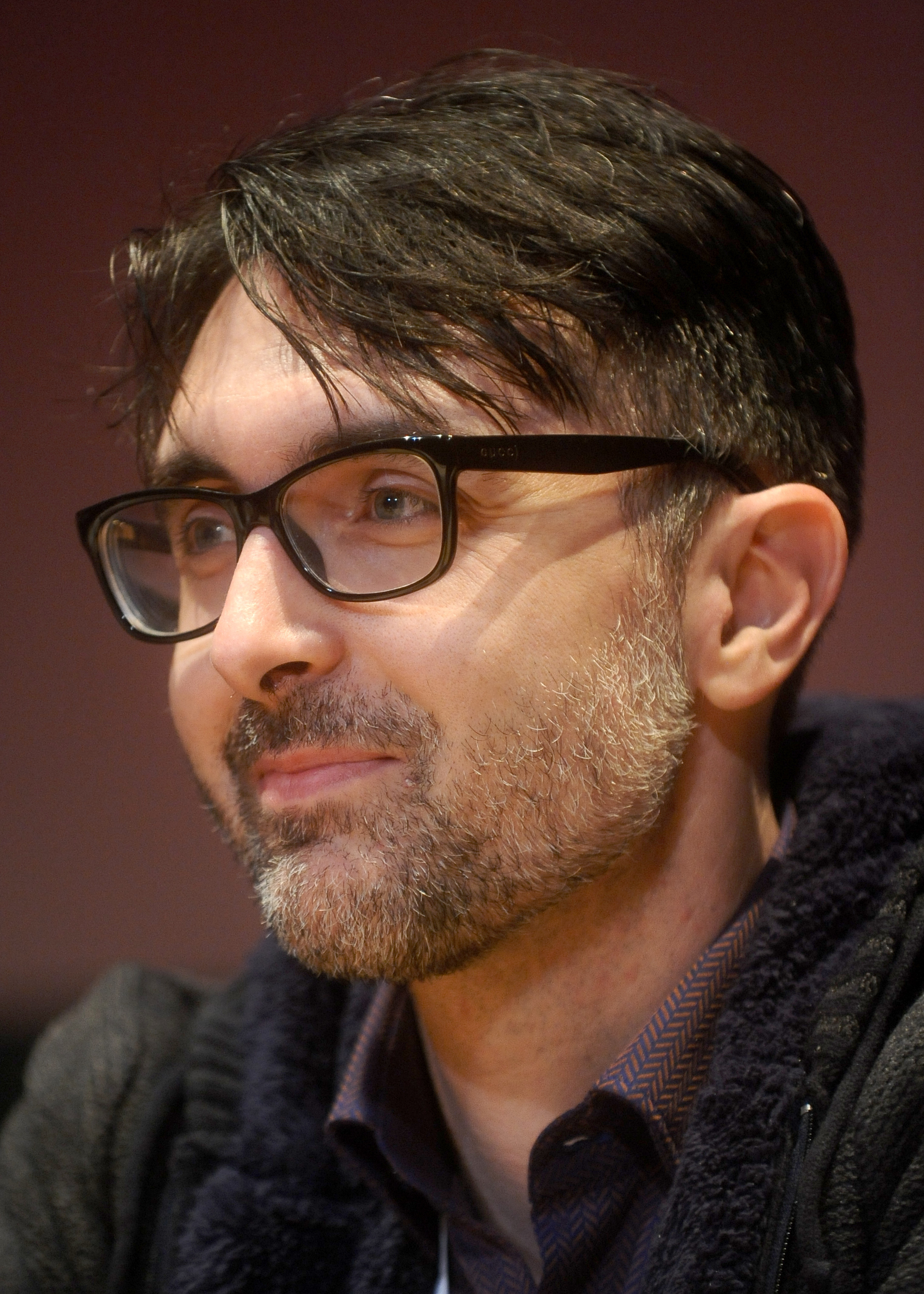
Fabio Guaglione a Lucca Comics & Games 2018

Resinaro e Guaglione si sono conosciuti nel 1995 tra i banchi di scuola del liceo scientifico Primo Levi di San Donato Milanese. Grazie alla loro comune passione per i fumetti, cinema e musica, hanno iniziato un sodalizio artistico senza frequentare corsi o scuole di cinema, da completi autodidatti. Iniziano a girare assieme diversi cortometraggi, realizzati con tecniche sperimentali, tra cui Ti chiamo io realizzato con l'utilizzo di una macchina fotografica miniDV. Successivamente hanno realizzato alcuni spot pubblicitari e hanno collaborato con società indipendenti, lavorando come art director, supervisori degli effetti speciali e sceneggiatori.
Nel 2004 scrivono e dirigono il cortometraggio di fantascienza in 35mm E:D:E:N, presentato in numerosi festival cinematografici internazionali e vincitore di diversi riconoscimenti. I due cineasti iniziano ad attirare l'attenzione degli addetti ai lavori di importanti società, tra cui Sky Italia. Proprio grazie alla collaborazione con Sky, il duo riesce a produrre il mediometraggio di fantascienza The Silver Rope, presentato in anteprima al Trieste Science+Fiction Festival.
Successivamente realizzano spot pubblicitari per De Agostini e video musicali per artisti come Jetlag feat. Raf (È necessario) e Zeropositivo (Posso stare senza te).
Nel 2008 dirigono un altro cortometraggio di fantascienza, Afterville, prodotto con il sostegno della Torino Film Commission. Afterville ha vinto il premio come miglior corto europeo al Sitges - Festival internazionale del cinema fantastico della Catalogna. Nello stesso anno hanno diretto i video musicali de L'ultima risposta dei Subsonica e Il giorno migliore de Le Mani. L'anno seguente collaborano con Biagio Antonacci dirigendo i video dei singoli Aprila e Tra te e il mare. Successivamente hanno diretto spot pubblicitari per vari marchi, tra cui Danone e hanno curato la post-produzione e gli effetti speciali dei video musicali Voglio molto di più dei Negramaro e In una selva oscura di Tricarico.
A fine 2009 fondano una propria casa di produzione, la Mercurio Domina, la cui prima produzione è stato il cortometraggio My Shoes. Grazie ai loro precedenti lavori, il duo ottiene l'interesse a livello internazionale e, da gennaio 2009 in poi, vengono rappresentati negli Stati Uniti dalla CAA, un'importante agenzia di Hollywood, mentre la The Safran Company gestisce i loro progetti, dall'acquisizione alla fase di sviluppo.
Nel 2011, con la loro Mercurio Domina, hanno scritto e prodotto il loro primo lungometraggio True Love, diretto da Enrico Clerico Nasino. Il film è una co-produzione tra Italia e Stati Uniti, prodotto da Mercurio Domina, Wildside e The Safran Company.
Nel 2016 Fabio&Fabio debuttano alla regia di lungometraggio con il thriller psicologico Mine, con protagonista Armie Hammer.
Nel 2018 hanno scritto e prodotto Ride, il primo lungometraggio di Jacopo Rondinelli.
Nel 2022 hanno scritto il fumetto Carnivalia. La notte della maschera di fuoco, edito da Panini Comics. Il fumetto fa parte del progetto crossmediale Imagoverso, creato da Fabio Guaglione.
Dal novembre 2022 Fabio Guaglione cura con Adriano Barone, la sceneggiatura del fumetto Mr. Evidence edito dalla Sergio Bonelli Editore, per la quale ottiene una candidatura come Miglior Sceneggiatura italiana al Premio Attilio Micheluzzi 2023

## Filmografia

### Registi

#### Cinema
- E:D:E:N - cortometraggio (2004)
- The Silver Rope - mediometraggio (2006)
- Afterville - cortometraggio (2008)
- Mine (2016)

#### Videoclip
- Biagio Antonacci - Aprila (2009), Tra te e il mare (2009)
- Jetlag - Don't Talk to Me (2005), È necessario (feat. Raf) (2005)
- Le Mani - Il giorno migliore (2008)
- Subsonica - L'ultima risposta (2008)
- The Filmakers - Taken (2008), My Shoes (2011)
- Zeropositivo - Posso stare senza te (2006)

### Sceneggiatori
- E:D:E:N (2004) - cortometraggio
- The Silver Rope (2006) - mediometraggio
- Afterville (2008) - cortometraggio
- True Love, regia di Enrico Clerico Nasino (2012)
- Mine (2016)
- Ride, regia di Jacopo Rondinelli (2018)

### Produttori
- E:D:E:N (2004) - cortometraggio
- The Silver Rope (2006) - mediometraggio
- Myshoes (2011) - cortometraggio
- True Love, regia di Enrico Clerico Nasino (2012)
- Ride, regia di Jacopo Rondinelli (2018)

### Scenografi
- E:D:E:N (2004) - cortometraggio
- The Silver Rope (2006) - mediometraggio
- Afterville (2008) - cortometraggio
- True Love, regia di Enrico Clerico Nasino (2012)

## Opere letterarie
- Carnivalia. La notte della maschera di fuoco, disegni di Bruno Frenda, Modena, Panini Comics, 2022, ISBN 978-88-2871-373-9.

## Riconoscimenti
David di Donatello
- 2017 - Candidatura per il miglior regista esordiente per Mine